# ロシア連邦とドネツク人民共和国及びルガンスク人民共和国との間の友好協力相互支援協定
ロシア連邦とドネツク人民共和国との間の友好協力相互支援協定（ロシアれんぽうとドネツクじんみんきょうわこくとのあいだのゆうこうきょうりょくそうごしえんきょうてい、ロシア語: Договор о дружбе, сотрудничестве и взаимной помощи между Россией и Донецкой Народной Республикой）及びロシア連邦とルガンスク人民共和国との間の友好協力相互支援協定（ロシアれんぽうとルガンスクじんみんきょうわこくとのあいだのゆうこうきょうりょくそうごしえんきょうてい、ロシア語: Договор о дружбе, сотрудничестве и взаимной помощи между Россией и Луганской Народной Республикой）は、ロシア連邦とドネツク人民共和国およびルガンスク人民共和国との間の協定。

## 概要
2022年2月21日に署名され、2022年2月25日に発効した。この協定は2022年2月24日に開始されたロシアのウクライナ侵攻の根拠とされた。2022年から10年間締結される予定で、外交政策の分野での協力、平和の維持、安定と安全の向上、そして主権と領土保全における相互支援を目的とする。

## 協定締結の経過

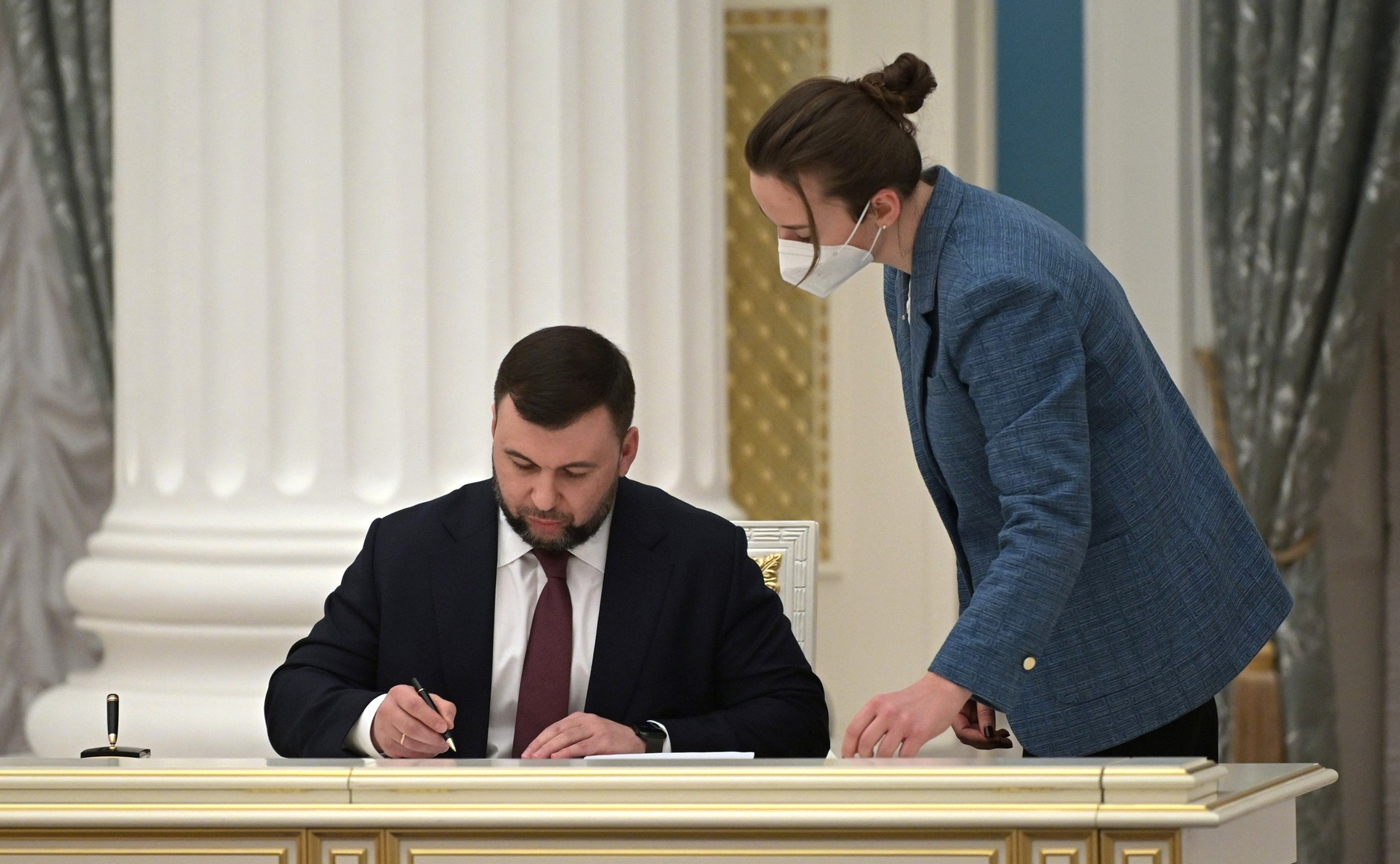
友好協力相互支援協定に署名するプシーリン。

2022年2月21日、ロシア連邦大統領ウラジーミル・プーチンは、ドネツクとルガンスク両人民共和国の独立を承認した。アンドレイ・ルデンコ外務副大臣は、両人民共和国との協定締結の責任者として、ロシア連邦議会下院の公式代表に任命された。
2022年2月22日、ロシアの下院は協定を批准した。同日、ドネツクとの協定は、ドネツク人民共和国人民評議会で批准され、同評議会の87人の議員が批准に賛成したことによりドネツクの首長デニス・プシーリンによって署名された。また同日、ルガンスクとの協定は、ルガンスク人民共和国人民評議会によって批准され、同評議会の46人の議員全員が批准に賛成したことにより、ルガンスクの首長レオニード・パセチニクによって署名された。

## 内容
条約の規定によれば、「締結国間の国家主権と領土保全の相互尊重、紛争の平和的解決、経済的圧力による脅威への対応」に基づいて関係を構築することが定められているほか、外交政策の分野で緊密に協力することも定められている。また、締結国は共同防衛、平和の維持、相互の安全を確保するために協議を行うこととしている。さらに、これらの協議の過程で、発生した脅威を排除するため、ある締約国が別の締約国に提供する支援の必要性、種類、および量が取り決められることが合意された。